# Wilhelm Poeck

Wilhelm Poeck (undatiert)

Wilhelm Poeck (* 29. Dezember 1866 in Moisburg; † 7. Juli 1933 in Blumenau, Brasilien) war ein hochdeutscher und niederdeutscher Schriftsteller.
August Ludwig Wilhelm Poeck wurde in der Moisburger Dammschmiede als erstes von 14 Kindern des Schmiedes Johann Peter Ludwig Poeck und seiner aus Altenwerder stammenden Frau Sophie Dorothee Friederike Detjen geboren. Von seinen Geschwistern erreichten jedoch nur vier das dritte Lebensjahr. Ab 1878 besuchte Poeck das Gymnasium in Hamburg-Harburg und machte 1886 sein Abitur. Anschließend studierte er neuere Sprachen in Göttingen, wo er 1887 Gründungspräsident der Sängerschaft Gottinga Göttingen war, und in Marburg. Von 1898 bis 1907 war er als Oberbeamter beim Hamburger Zoll tätig. Danach arbeitete er nur noch als freier Schriftsteller.
Er war verheiratet mit Erna Poeck, die aus Deutsch Krone stammte. Mit ihr hatte er eine Tochter Marianne Eleonore.

## Werke
- De Herr Innehmer Barkenbusch und andere Geschichten von der Waterkant. Gutenberg-Verlag, Hamburg 1906.
- In de Ellernbucht. En Geschicht von de Hamborger Waterkant. Gutenberg-Verlag, Hamburg 1907.
- Lebendige Bütt. Zwei Humoresken von der Waterkant. Verlag des Volksbildungsvereins, Wiesbaden 1907.
- Planeten-Pleite. Humoristisch-satirischer Roman aus dem Jahre Neunzehnhundert und bald. Joseph Kracklauer, Nürnberg 1910.
- Von Löwen, Lumpen und anständigen Leuten. Lustige Hamburger Geschichten. Glogau, Hamburg 1908.
- Die Zukunft der plattdeutschen Sprache. Callwey, München 1910.
- Das verhängnisvolle Honorar und andere Novellen und Plaudereien. Grunow, Leipzig 1914.
- Die Eisenrose. Gedichte. Grunow, Leipzig 1914.
- Trina Groots Vermächtnis. Roman aus der Hamburger Elbmarsch 1917.
- Janmaaten als Paten. Lustige Waterkantgeschichten. Hamburg, Hermes, 1919.
- Der Kriminalkutter. Eine tolle Seegeschichte. Helikon-Verlag Berlin, 1919.
- Rungholtmenschen. Hanseatische Verlagsanstalt, Hamburg 1920.
- Poggenkönig un Dübelsprinzessin. Lustige plattdeutsche Märchen für Jung und Alt. Glogau, Hamburg 1921.
- Das Plattdeutsche und die akademischen Berufsstände. Turm-Verlag, Göttingen 1922.
- Der Freibeuter des Königs. Geschichtliche Erzählung. 1926.

## Ehrungen
Seit 1949 trägt eine Straße im Hamburger Stadtteil Lohbrügge den Namen Poeckstraße.